# Eunapius michaelseni
Eunapius michaelseni är en svampdjursart som först beskrevs av Annandale 1914.  Eunapius michaelseni ingår i släktet Eunapius och familjen Spongillidae. Inga underarter finns listade i Catalogue of Life.